# Fête du mémorial des confédérés

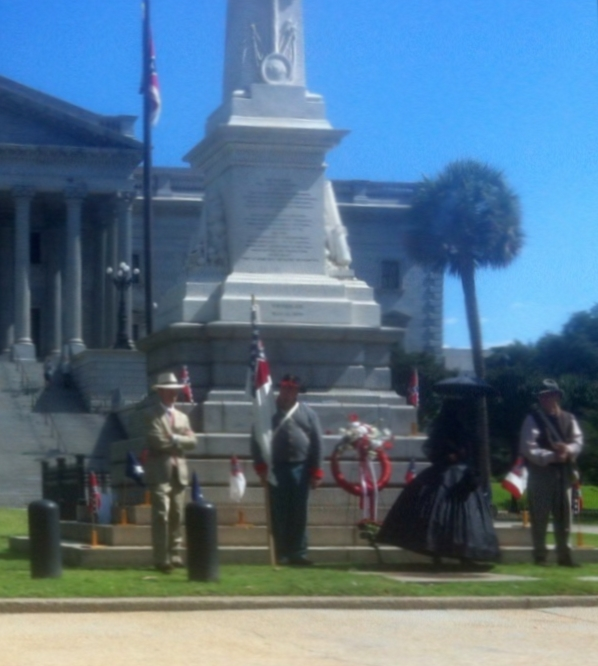
Cérémonie.

La Fête du mémoire confédéré, en anglais Confederate Memorial Day ou Confederate Decoration Day au Tennessee et Confederate Heroes Day au Texas, est un jour férié officiel dans certains États du Sud des États-Unis afin d'honorer ceux qui sont morts en se battant pour les États confédérés d'Amérique durant la guerre de Sécession.

## Sources
- (en) Cet article est partiellement ou en totalité issu de l’article de Wikipédia en anglais intitulé « Confederate Memorial Day » (voir la liste des auteurs).